# Італійська кампанія (1943—1945)
Італі́йська кампа́нія (1943—1945) — військова кампанія збройних сил США, Великої Британії і їхніх союзників проти військ Німеччини і Італії під час Другої світової війни з метою розгрому і виведення Італії з війни та захоплення її території. Кампанія почалася в липні 1943 року, із вторгнення на Сицилію, кінцем воєнних дій вважається капітуляція німецьких військ у північній Італії в травні 1945 року.

## Плани сторін
У 1943 році Італія опинилася у важкому становищі. Крім розгрому на Східному фронті під час Сталінградської битви, італійські війська зазнали важкої поразки в Східній і Північній Африці, втратили всі свої африканські колонії і опинилися перед загрозою вторгнення в країну англо-американських військ.
Італійські війська перебували в деморалізованому стані і мали низький бойовий потенціал. У зв'язку з сприятливою обстановкою Велика Британія, США і їхні союзники ухвалили рішення провести висадку в Італії, остаточно розгромити італійську армію і вивести Італію з війни.
У розробці та проведенні військових операцій брали участь такі воєначальники, як Гаролд Александер, Бернард Монтгомері, Марк Вейн Кларк, Дуайт Ейзенхауер, Джордж Паттон.
Німецькими військами в Італії командували Альберт Кессельрінг і Генріх фон Фітингоф.

## Бойові дії
Італійська компанія почалася з вторгнення союзників на Сицилію 10 липня 1943 року. Сицилійська операція закінчилася розгромом італійських і німецьких військ, і дала союзникам необхідний досвід у проведенні висадки з моря, веденні спільних операцій і масового використання повітряного десанту.
3 вересня 1943 року почалася висадка в Південній Італії. Основні дії відбувалися в Салерно, Калабрії і Таранто. До середини січня 1944 року союзникам вдалося прорвати «Лінію Вольтурно», «Лінію Барбара» і «Лінію Бернхардта».
2 грудня 1943 німці здійснили успішний авіаційний наліт на Барі. Всього за 20 хвилин люфтваффе зуміли потопити 17 вантажних суден союзників і пошкодити ще 6. Наліт на Барі прозваний «європейським Перл-Гарбором», оскільки ніколи більше за Другу світову війну, за винятком нальоту на Перл-Гарбор, не було потоплено одним ударом таку кількість судів. Через значні втрат провіанту, персоналу та боєприпасів Італійська кампанія союзників була призупинена.
Наступний етап Італійської кампанії став для союзних армій виснажливою, важкою боротьбою проти вмілого і досвідченого противника, яка ховався за добре спланованими укріпленнями на місцевості, що підходить для оборони і зовсім не підходила для наступу («Зимова лінія»).
Битва при Монте-Кассіно (17 січня — 19 травня 1944) — серія з чотирьох кровопролитних битв, у результаті яких війська союзників з великими втратами прорвали лінію німецьких укріплень. Потім союзники почали наступ на Рим, і визволили його 4 червня 1944 року.
В серпні 1944 року союзні війська досягли Флоренції і нової лінії оборони («Готська лінія»), яку вони подолають до весни 1945 року.

## Результати
Італійська кампанія завершилася визволенням Північної Італії. 28 квітня 1945 року партизани схопили і стратили Беніто Муссоліні.
29 квітня генерал Генріх фон Фітингоф підписав договір про капітуляцію німецьких військ на території Італії. 8 травня 1945 року вся територія Італії була звільнена військами союзників.
Загальні втрати союзних військ (включаючи поранених і зниклих безвісти) в кампанії склали близько 320 тис. осіб, у країн Осі — близько 658 тис. чоловік. Ніяка інша кампанія у Західній Європі не коштувала воюючим сторонам дорожче Італійської кампанії, за кількістю загиблих і поранених солдатів.